# Afrophyla vethi
Afrophyla vethi är en fjärilsart som beskrevs av Pieter Cornelius Tobias Snellen 1886. Afrophyla vethi ingår i släktet Afrophyla och familjen mätare. Inga underarter finns listade i Catalogue of Life.